# Гранвілл (Іллінойс)
Гранвілл (англ. Granville) — селище (англ. village) в США, в окрузі Патнем штату Іллінойс. Населення — 1359 осіб (2020).

## Географія
Гранвілл розташований за координатами 41°15′49″ пн. ш. 89°13′49″ зх. д. / 41.26361° пн. ш. 89.23028° зх. д. (41.263643, -89.230191).  За даними Бюро перепису населення США в 2010 році селище мало площу 2,51 км², уся площа — суходіл.

## Демографія
Згідно з переписом 2010 року, у селищі мешкало 1427 осіб у 604 домогосподарствах у складі 395 родин. Густота населення становила 569 осіб/км².  Було 654 помешкання (261/км²).
Расовий склад населення:
| - 94,9 % — білих - 1,0 % — чорних або афроамериканців - 0,1 % — азіатів - 2,5 % — осіб інших рас |

До двох чи більше рас належало 1,5 %. Частка іспаномовних становила 5,6 % від усіх жителів.
За віковим діапазоном населення розподілялося таким чином: 22,5 % — особи молодші 18 років, 61,5 % — особи у віці 18—64 років, 16,0 % — особи у віці 65 років та старші. Медіана віку мешканця становила 42,0 року. На 100 осіб жіночої статі у селищі припадало 93,4 чоловіків;  на 100 жінок у віці від 18 років та старших — 90,7 чоловіків також старших 18 років.
Середній дохід на одне домашнє господарство  становив 57 157 доларів США (медіана — 46 172), а середній дохід на одну сім'ю — 73 340 доларів (медіана — 68 333). Медіана доходів становила 53 417 доларів для чоловіків та 32 031 долар для жінок. За межею бідності перебувало 19,2 % осіб, у тому числі 39,1 % дітей у віці до 18 років та 5,4 % осіб у віці 65 років та старших.
Цивільне працевлаштоване населення становило 591 осіб. Основні галузі зайнятості: роздрібна торгівля — 20,5 %, освіта, охорона здоров'я та соціальна допомога — 17,9 %, виробництво — 17,8 %.